# Luftverladbarkeit

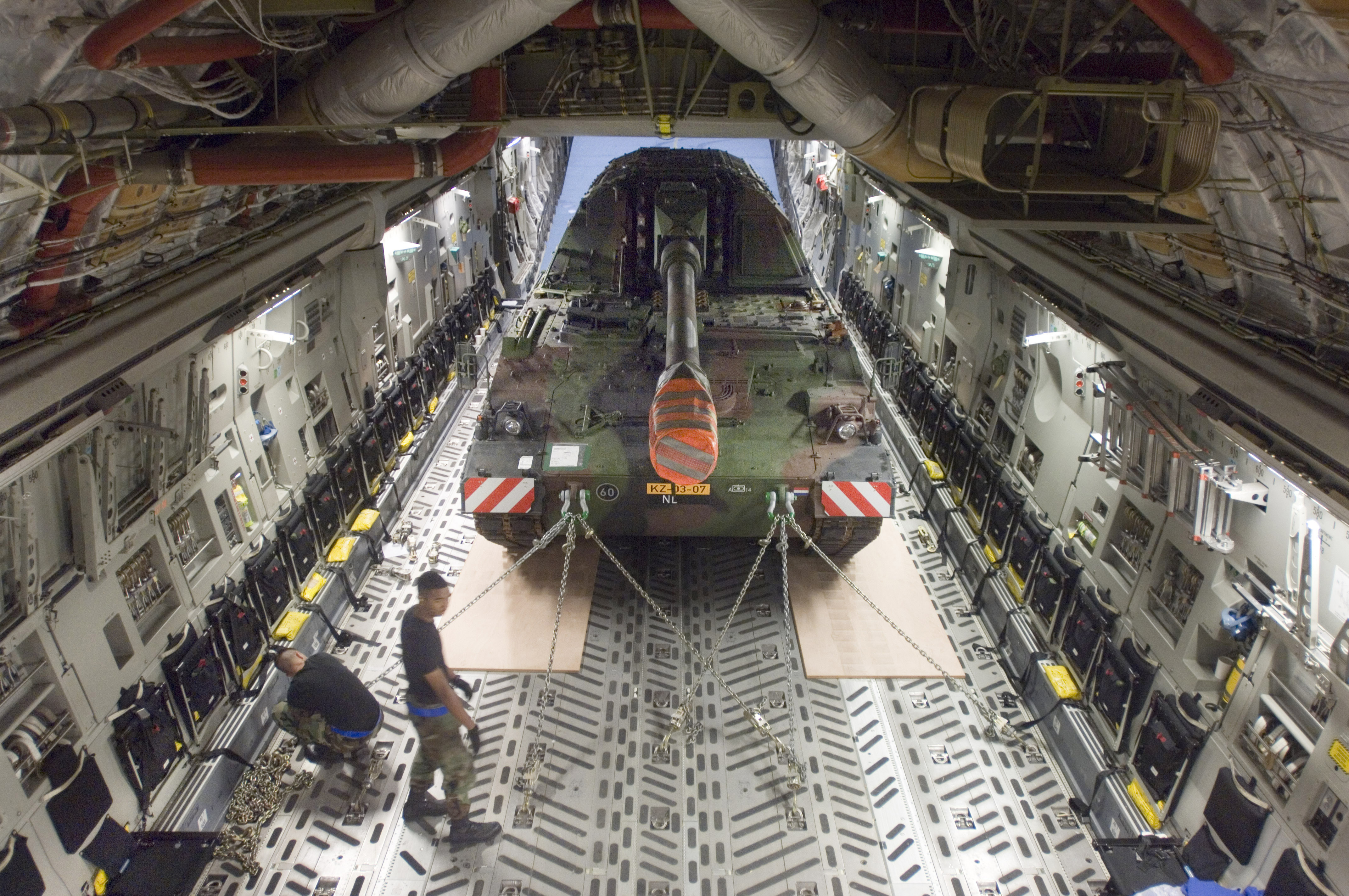
PzH 2000 wird in eine C-17 Globemaster III luftverladen

Luftverladbarkeit bezeichnet die Eigenschaft einer Last (Fahrzeug, Palette, Container) als Innenlast mit einem Luftfahrzeug transportiert werden zu können.
Als Luftfahrzeuge können Drehflügler (Hubschrauber) wie Flächenflugzeuge zum Einsatz kommen. Der Begriff „Luftverladbarkeit“ bezieht sich immer nur auf einen speziellen Luftfahrzeugtyp, ohne dessen Benennung die Bezeichnung „Luftverladbarkeit“ unvollständig ist. Zum Beispiel kann eine Last in der Transall C-160 luftverladbar sein, nicht aber in der C130 Hercules, obwohl beide Luftfahrzeugtypen ähnlich sind.
Aus der Bezeichnung Luftverladbarkeit geht die Einhaltung aller Grenzwerte bei Transport sowie Be- und Entladung (z. B. Einhalten der Sicherheitsabstände und der zulässigen Bodenbelastungen) hervor, wie auch die ausreichende Ladungssicherung (Verzurrung) entsprechend den nationalen Vorschriften.
Der Begriff ist von Luftverlastbarkeit oder Luftfahrtverträglichkeit zu unterscheiden.